# Forêt des Mikea
La forêt des Mikea est une région forestière du sud-ouest de Madagascar, entre Manombo et Morombe. Elle s'étend le long de la route nationale 9 jusqu'à la côte ouest et depuis Mangoky au sud jusqu'à la rivière Manombo. Elle se situe dans une zone de transition entre les forêts décidues sèches du nord et les fourrés épineux qui dominent dans le sud-ouest de Madagascar. Le sous-sol est constitué de sable mou et la région abrite plusieurs lacs d'eau douce. La forêt des Mikea est l'une des plus grandes forêts continues qui restent à l'ouest et au sud de l'île, mais elle n'est pas protégée de la menace anthropique.
Cette zone de transition est l'un des derniers habitats préservés de Madagascar. La composition de son sol lui permet d'abriter une collection de plantes distincte de celle de la végétation environnante qui pousse sur sol calcaire. Parmi les petits mammifères terrestres qu'elle abrite, on trouve les rongeurs Macrotarsomys bastardi et Macrotarsomys petteri (endémiques de l'île), et le rat noir (Rattus rattus), une espèce introduite ; on y trouve aussi des tenrecs : Tenrec ecaudatus, Setifer setosus, Echinops telfairi, Geogale aurita et les musaraignes Microgale jenkinsae et Suncus madagascariensis. Macrotarsomys petteri et Microgale jenkinsae n'ont été découverts que dans le courant des années 2000.  Le célèbre  lémur à queue annelée (Lémur catta) est aussi présent dans la forêt quoique à très faible densité.  Dans la mesure où cet habitat commence à régresser, les populations restantes tendent à devenir isolées.
En 2000, sur vingt-sept espèces menacées d'oiseaux, seules deux, Monias benschi et Uratelornis chimaera, ne se trouvaient pas dans des zones protégées ; on les trouvait en revanche dans la forêt des Mikea. Monias benschi avait une population estimée à 115 000 individus, tandis que la population d'Uratelornis chimaera était estimée à moins de 15 000. Un recensement, publié en 2005, révèle que cinquante-neuf espèces de reptiles ont été identifiées près de la rive est du lac Ranobe dans la forêt des Mikea, cinq d'entre elles étant des espèces vulnérables. On a ainsi trouvé des spécimens de Matoatoa brevipes, d'Oplurus fierinensis, de Furcifer antimena, de Furcifer belalandaensis, de Phelsuma standingi et de Pyxis arachnoides. La flore comprend les baobabs Adansonia za et A. rubrostipa.
Entre les années 1960 et 2000, le couvert forestier s'est réduit de 16 % et la déforestation s'est accélérée, doublant dans les cinq dernières années de cette période. Les causes principales sont l'agriculture sur brûlis pour la culture du maïs dans le nord de la région forestière et la production de charbon de bois dans la partie sud. En 2000, une recommandation de créer une vaste zone protégée a été émise, afin d'aider à développer l'agriculture et d'établir un réseau communautaire de zones de conservation. En 2001, Madagascar National Parks, l'organisme chargé de la gestion des parcs nationaux, envisageait la création d'un parc national. En 2008, un parc national de 184 630 hectares, en deux parties, a été proposé au « Conseil supérieur de protection de la nature », un organisme d'État chargé des ressources naturelles, et le parc a été créé en 2011.
La forêt abrite une communauté humaine, les Mikea, ayant adopté un mode de vie spécifique,.
Elle est inscrite en septembre 2023 sur la liste du patrimoine mondial de l'UNESCO, au titre des forêts sèches de l'Andrefana.